# Marathon van Wenen 2010
De marathon van Wenen 2010 vond plaats op zondag 18 april 2010 in Wenen. Het was de 27e editie van deze marathon. Door wind werden de tijden iets vertraagd.
Bij de mannen won de Keniaan Henry Sugut in 2:08.40. Hij versloeg hiermee zijn landgenoot Joseph Lomala-Kimospo, die in 2:09.32 over de finish kwam. Bij de vrouwen ging de eindoverwinning naar Hellen Kimutai, eveneens uit Kenia, in 2:31.08.
In totaal nam een recordaantal van 32.940 lopers deel aan het evenement uit 108 landen.

## Wedstrijd
Mannen
| rang   | naam                  | land | tijd    |
| ------ | --------------------- | ---- | ------- |
| Goud   | Henry Sugut           | KEN  | 2:08.40 |
| Zilver | Joseph Lomala-Kimospo | KEN  | 2:09.32 |
| Brons  | Mesfin Ademasu        | ETH  | 2:09.41 |
| 4      | Henryk Szost          | POL  | 2:10.27 |
| 5      | Adam Draczynski       | POL  | 2:10.49 |
| 6      | Paul Kimugul          | KEN  | 2:10.56 |
| 7      | Felix Limo            | KEN  | 2:11.34 |
| 8      | Oleg Koelkov          | RUS  | 2:11.51 |
| 9      | Jonathan Yego         | KEN  | 2:13.04 |
| 10     | Hermano Ferreira      | POR  | 2:13.28 |

Vrouwen
| rang   | naam                  | land | tijd    |
| ------ | --------------------- | ---- | ------- |
| Goud   | Hellen Kimutai        | KEN  | 2:31.08 |
| Zilver | Irene-Kemunto Mogaka  | KEN  | 2:31.28 |
| Brons  | Olha Kelenarova-Ochal | UKR  | 2:33.05 |
| 4      | Luminita Talpos       | ROU  | 2:33.37 |
| 5      | Andrea Mayr           | AUT  | 2:34.09 |
| 6      | Sharon Tavengwa       | ZIM  | 2:36.22 |
| 7      | Alina Nituleasa       | ROU  | 2:46.27 |
| 8      | Michaela Mertova      | CZE  | 2:47.27 |
| 9      | Nicole Lohri          | SUI  | 3:00.22 |
| 10     | Tiziana Nesta         | ITA  | 3:02.15 |

1984 ·
1985 ·
1986 ·
1987 ·
1988 ·
1989 ·
1990 ·
1991 ·
1992 ·
1993 ·
1994 ·
1995 ·
1996 ·
1997 ·
1998 ·
1999 ·
2000 ·
2001 ·
2002 ·
2003 ·
2004 ·
2005 ·
2006 ·
2007 ·
2008 ·
2009 ·
2010 ·
2011 · 
2012 ·
2013 ·
2014 ·
2015 ·
2016 ·
2017 ·
2018 ·
2019 ·
2020 ·
2021 ·
2022 ·
2023 ·
2024